# Bataille de La Cornuaille
Chouannerie
Batailles
- Liffré
- 1re Argentré
- Expédition de Quiberon
- (Landévant et Mendon
- Plouharnel
- Quiberon)
- Segré
- 1er Rocher de La Piochais
- La Ceriseraie
- La Cornuaille
- 1re La Croix-Avranchin
- La Vieuville
- Boucéel
- 1re Saint-James
- 2e Rocher de La Piochais
- 2e La Croix-Avranchin
- Auverné
- Andigné
- Croix-Couverte
- Tinchebray
- L'Auberge-neuve
- Locminé
- Saint-Hilaire-des-Landes
- Val de Préaux
- Le Grand-Celland
- 2e Argentré
- Noyant-la-Gravoyère
- La Hennerie
- Saint-Aubin-du-Cormier
- Le Mans
- Nantes
- Saint-Brieuc
- Le Lorey
- Mont-Guéhenno
- La Tour d'Elven
- 2e Saint-James
- Les Tombettes
- Pont du Loc'h

La bataille de La Cornuaille, ou bataille de Pontron, se déroule le 8 septembre 1795, pendant la Chouannerie. Elles s'achèvent par la victoire des républicains qui repoussent deux attaques des chouans près du bourg de La Cornuaille et protègent la rentrée d'un convoi de grains vers Angers.

## Sources
Côté républicain, le déroulement du combat est principalement décrit dans deux rapports : l'un rédigé par les administrateurs d'Angers, l'autre par le représentant en mission Louis-Alexandre Jard-Panvillier pour le Comité de salut public. Le représentant Bodin fait également une brève mention de l'affrontement dans une lettre au Comité de salut public.
Côté royaliste, deux récits ont également été laissés : l'un par l'abbé Fouché, l'autre venant d'un cahier rédigé par un prêtre anonyme au début du XIXe siècle et publié en 1898 par l'historien Arthur du Chêne.

## Forces en présence
Les forces républicaines prenant part au combat sont commandées par le général de brigade Georges Monet et l'adjudant-général Jean-Pierre Malher. Elles sont constituées de fantassins de la 30e demi-brigade, de chasseurs d'Évreux et de cavaliers du 6e régiment de hussards, accompagnés de deux canons. Selon l'abbé Fouché, elles alignent 3 000 hommes lors du combat. Cependant, pour le représentant Jard-Panvillier, les chouans sont « trois fois plus fort en nombre » que les républicains. Selon le représentant Bodin, le général Bonnaud, commandant en chef de la garnison d'Angers, commande une colonne de 800 hommes.
Le nombre des chouans est de 1 500 selon l'abbé Fouché et de 3 000 selon les administrateurs d'Angers et le représentant Bodin,. Ceux-ci sont divisés en deux forces : la première, commandée par Louis de Bourmont, est constituée de Bretons de la division de Varades dirigée par Guillaume Plouzin, dit Le Lion ; la deuxième, menée par Pierre Louis Godet de Châtillon, est formée par les Angevins de la division de Segré, commandée par Mathurin Ménard dit Sans-Peur,.

## Déroulement
Le 22 fructidor an III (8 septembre 1795), la garnison d'Angers, commandée par le général Bonnaud, sort de la ville pour protéger une rentrée de grains destinée à l'approvisionnement de ses troupes. Quatre autres colonnes républicaines commandées par le général Monet se réunissent également aux landes d'Asnières, à Bécon-les-Granits et campent pendant la nuit du 21 au 22 fructidor sur autre lande située entre le château de la Prévôterie et le bourg du Louroux-Béconnais. À sept heures du matin, le général Monet fait lever le camp et se porte sur l'abbaye de Pontron, entre La Cornuaille et Le Louroux-Béconnais, après avoir été informé de la présence de troupes chouannes dans les communes de Saint-Herblon, Maumusson, Belligné et La Cornuaille, près de la ville d'Ancenis. 
À cette période, l'abbaye de Pontron est utilisée comme quartier-général par l'Armée catholique et royale du Maine, d'Anjou et de la Haute-Bretagne. Les chouans de la division de Varades, menés par Bourmont et Plouzin, prennent alors position entre le bourg de La Cornuaille et l'étang de la Clémencière, à l'ouest de l'abbaye. Les premiers combats s'engagent dans la matinée, peu de temps après l'arrivée de l'avant-garde républicaine à Pontron. 
L'adjudant-général Malher prend la tête des chasseurs d'Évreux, de quelques compagnies de grenadiers et des hussards du 6e régiment, puis il se porte à rencontre les chouans. Les hussards tombent sur leurs postes avancés et sabrent quelques hommes avant d'aller rendre compte à Malher. Celui-ci constate alors que le chouans sont en train de se déployer sur sa droite et décide d'attaquer en force sur son aile gauche avant de les laisser s'étendre. Formés en tirailleurs, les grenadiers et les chasseurs franchissent rapidement les haies et les fossés, puis enfoncent l'aile droite des chouans, qui prend la fuite, poursuivie par les hussards. 
Le général Monet rejoint alors le combat à droite de Malher et prend l'aile gauche des chouans de flanc. Bourmont tente alors d'effectuer une manœuvre semblable à celle de Malher en essayant d'enfoncer l'aile droite républicaine, tout en essayant néanmoins de s'étendre sur la gauche. Cependant les forces de Monet attaquent en bon ordre, au pas de charge et mettent les chouans en déroute. Ceux-ci sont vivement poursuivis jusqu'aux landes de Boulairie, au nord-ouest du bourg de La Cornuaille, où Bourmont manque de peu d'être pris.
Monet fait ensuite battre le rappel et poursuit sa marche au nord de La Cornuaille, sur la route de Candé. Cependant, dans l'après-midi, les chouans de la division de Segré, menés par Châtillon et Ménard, font à leur tour leur apparition et attaquent les républicains près de l'étang de la Burelière en poussant de grandes « vociférations ». Les hussards s'élancent à nouveau, mais ils essuient cette fois une décharge qui les forcent à se replier. L'infanterie avance alors au pas de charge, tandis que l'artillerie tire à la mitraille. Selon le rapport des administrateurs d'Angers, les chouans commencent à flancher et un « un coup de canon tiré à propos » achève de les mettre en fuite. De même selon l'abbé Foucher, malgré la présence parmi les chouans de « vieux Vendéens », l'artillerie républicaine provoque la panique « des jeunes gens du pays qui n'avaient jamais entendu d'autre bruit que celui du fusil et qui se crurent perdus à la première détonation de l'airain »,. Les chouans battent alors en retraite après un combat d'une demi-heure. Selon les notes de l'abbé anonyme ils ne sont pas poursuivis, mais le rapport des administrateurs d'Angers indique le contraire.

## Pertes
D'après les sources républicaines, les chouans ont subi de lourdes pertes. Les administrateurs d'Angers font état d'un « très grand nombre de tués et de blessés » pour les chouans et de « quelques blessés » côté républicain. Selon le représentant Jard-Panvillier, les chouans ont perdu plus de 200 hommes, tant tués que blessés, tandis que les républicains n'ont que deux morts, dont un capitaine de la 30e demi-brigade, et huit blessés,. Un journal patriote, Le Courrier de l'Egalité, fait état d'une perte de 260 hommes pour les chouans, contre une trentaine d'hommes, tant tués que blessés, du côté des républicains,. Le représentant Bodin évoque une perte de 30 hommes pour les chouans, contre 20 volontaires blessés. 
L'abbé anonyme cité par Arthur du Chêne fait quant à lui mention de plusieurs morts côté républicain, dont 15 grenadiers tués par un de leurs propres canons. Du côté des chouans, il fait état de la perte de huit ou dix hommes pour la division angevine, mais indique que la division bretonne « fit vraisemblablement une perte plus considérable ». En 2009, l'auteur Tanneguy Lehideux estime que les chouans ont probablement 40 hommes de tués.
Parmi les morts figure notamment un émigré, le chevalier de Damoiseau, chevalier de Saint-Louis, ancien officier de la légion Mirabeau et vétéran du siège de Lyon et de la bataille de Wissembourg,,. Selon le représentant Jard-Panvillier, celui-ci est tué dans un combat au corps à corps par un grenadier du 3e bataillon de la Charente Inférieure nommé Pierre Faure, qui « ayant été manqué à bout touchant par Damoiseau, et se voyant menacé de deux coups de pistolet que celui-ci se disposait à tirer, se précipita sur lui, et, après une lutte de plusieurs minutes, il parvint à le désarmer et en purgea le sol de la liberté au moment où ses camarades venaient à son secours ». Selon le récit de l'abbé anonyme, le chevalier de Damoiseau « ne périt qu'après avoir tué deux républicains et ce fut lorsqu'il luttait contre un troisième qu'un autre ennemi le perça de sa baïonnette ».

## Suites
Après le combat, la colonne républicaine gagne Ingrandes avec son convoi et en repart le surlendemain. Le général Bonnaud vient entretemps la rejoindre et reprend le commandement. Craignant une nouvelle attaque, il prend des dispositions défensives, mais les chouans ne se montrent pas et ne perturbent pas les opérations de fourrage.
Cinq jours après le combat, le représentant en mission Jard-Panvillier adresse un rapport au Comité de salut public. S'il se félicite de la « bravoure des troupes » républicaines, il indique cependant que « plusieurs soldats » se sont « livrés aux plus grands excès » au cours de la marche. Il dénonce notamment « le vol, le pillage, le meurtre et toutes les atrocités qui augmentent chaque jour le nombre de nos ennemis ». Le général Bonnaud, soutenu par Jard-Panvillier, demande alors l'autorisation de former des commissions militaires pour faire « quelques exemples » afin de rétablir la discipline.
À la suite de ce combat, le quartier-général royaliste est transféré de l'abbaye de Pontron au château de Bourmont, dans la commune de Freigné.